# Non c'è gusto in Italia ad essere intelligenti
Non c'è gusto in Italia ad essere intelligenti è un album del gruppo rock demenziale italiano Skiantos pubblicato su etichetta Targa/Bollicine nel 1987.

## Il disco
Non c'è gusto in Italia ad essere intelligenti è stato prodotto da Roberto Casini. Questo disco segna il ritorno del gruppo, in un momento di grande creatività artistica. È fuori stampa da anni, quindi è di difficile reperibilità. L'unica traccia reperibile nella versione originale è Sono un ribelle mamma che è stata inserita nella raccolta del 2002 La krema.
Il disco vanta inoltre le collaborazioni dei seguenti artisti: Lele Melotti (batteria), Claudio Golinelli (basso), Pippo Guarnera, Ricky Portera (chitarra), Jimmy Villotti (chitarra) e Rudy Trevisi (sax contralto e tastiera).

## Tracce
1. Rantola ancora
2. Promesse
3. Sono un ribelle mamma
4. Vacci piano...
5. Sconcerto
6. Sono contro
7. Picchiatello
8. Gli italiani son felici
9. Riformato
10. C'è sempre una ragazza che mi piace

## Formazione
- Roberto "Freak" Antoni - voce
- Fabio "Dandy Bestia" Testoni - chitarra elettrica, cori
- Lucio Bellagamba - basso
- Carlo "Charlie Molinella" Atti - sax tenore
- J. Tornado - batteria

Altri musicisti
- Pippo Guarnera - chitarra
- Lele Melotti - batteria
- Ricky Portera - chitarra
- Claudio Golinelli - basso
- Jimmy Villotti - chitarra
- Rudy Trevisi - sax contralto, tastiera